# Woningequivalent
Woningequivalent (weq) is een eenheid van warmtevraag gebruikt in het ontwerpen van warmtenetten.
Een woningequivalent is gelijkgesteld aan 27 gigajoule per jaar (GJ/a), zijnde een inschatting van de hoeveelheid warmte-energie nodig om een gemiddelde Nederlandse woning van ruimteverwarming en warm water te voorzien.